# Гратіс (Огайо)
Гратіс (англ. Gratis) — селище (англ. village) в США, в окрузі Пребл штату Огайо. Населення — 842 особи (2020).

## Географія
Гратіс розташований за координатами 39°38′54″ пн. ш. 84°31′43″ зх. д. / 39.64833° пн. ш. 84.52861° зх. д. (39.648255, -84.528608).  За даними Бюро перепису населення США в 2010 році селище мало площу 2,50 км², з яких 2,50 км² — суходіл та 0,00 км² — водойми.

## Демографія
Згідно з переписом 2010 року, у селищі мешкала 881 особа в 337 домогосподарствах у складі 251 родини. Густота населення становила 352 особи/км².  Було 370 помешкань (148/км²).
Расовий склад населення:
| - 97,7 % — білих - 0,6 % — корінних американців - 0,5 % — чорних або афроамериканців |

До двох чи більше рас належало 1,2 %. Частка іспаномовних становила 0,3 % від усіх жителів.
За віковим діапазоном населення розподілялося таким чином: 23,3 % — особи молодші 18 років, 64,3 % — особи у віці 18—64 років, 12,4 % — особи у віці 65 років та старші. Медіана віку мешканця становила 38,1 року. На 100 осіб жіночої статі у селищі припадало 98,9 чоловіків;  на 100 жінок у віці від 18 років та старших — 96,5 чоловіків також старших 18 років.
Середній дохід на одне домашнє господарство  становив 59 585 доларів США (медіана — 50 000), а середній дохід на одну сім'ю — 68 040 доларів (медіана — 53 203). Медіана доходів становила 40 750 доларів для чоловіків та 27 917 доларів для жінок. За межею бідності перебувало 13,3 % осіб, у тому числі 11,4 % дітей у віці до 18 років та 11,8 % осіб у віці 65 років та старших.
Цивільне працевлаштоване населення становило 497 осіб. Основні галузі зайнятості: освіта, охорона здоров'я та соціальна допомога — 32,2 %, роздрібна торгівля — 16,1 %, виробництво — 12,5 %, будівництво — 9,7 %.